# Langue synthétique
 (décembre 2012).
Améliorez-le ou discutez des points à vérifier. 
 (décembre 2012).
Si vous disposez d'ouvrages ou d'articles de référence ou si vous connaissez des sites web de qualité traitant du thème abordé ici, merci de compléter l'article en donnant les références utiles à sa vérifiabilité et en les liant à la section « Notes et références ».
Une langue synthétique (appelé aussi fusionnelle) est, en typologie morphologique, une langue où une seule forme, un seul élément linguistique correspond à plusieurs éléments conceptuels et où les rapports grammaticaux se marquent par des modifications internes. Toutes les langues de cette catégorie font partie du groupe des langues flexionnelles. Les langues indo-européennes (dont les langues slaves et les langues romanes, mais à l'exception de l'arménien, qui fait partie des langues agglutinantes), notamment, sont des langues synthétiques.
Les langues synthétiques se différencient des langues agglutinantes dans le fait qu'elles présentent un syncrétisme poussé dans leurs éléments signifiants minimaux. Une seule forme, indécomposable, vaut pour plusieurs éléments sémantiques (ou grammaticaux) identifiables. Le latin et le grec ancien en sont des exemples classiques. 
L'allemand en fournit un exemple pour les langues modernes. Dans Der Mann ist mein Lehrer (« L'homme est mon professeur »), l'article der indique à la fois le défini (s'opposant à l'article indéfini), le singulier, le masculin, et le nominatif.